# Gars am Kamp
Gars am Kamp osztrák mezőváros Alsó-Ausztria Horni járásában. 2024 januárjában 3475 lakosa volt. 

## Elhelyezkedése

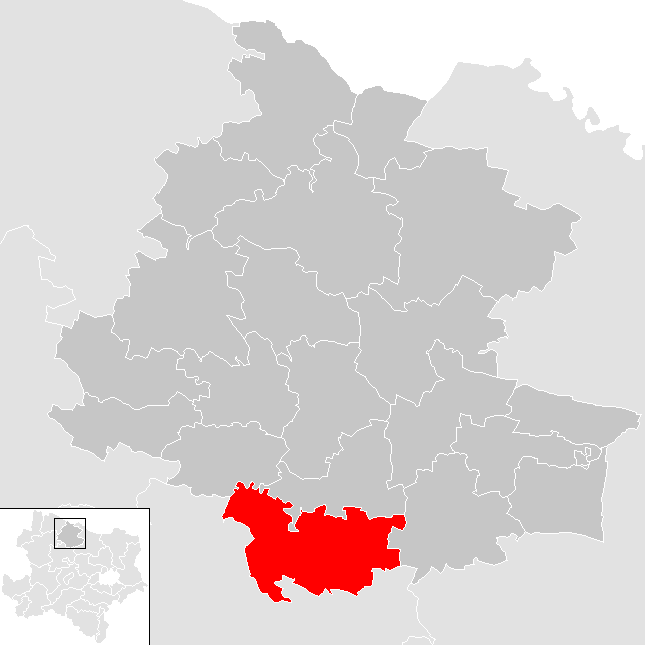
Gars am Kamp a Horni járásban

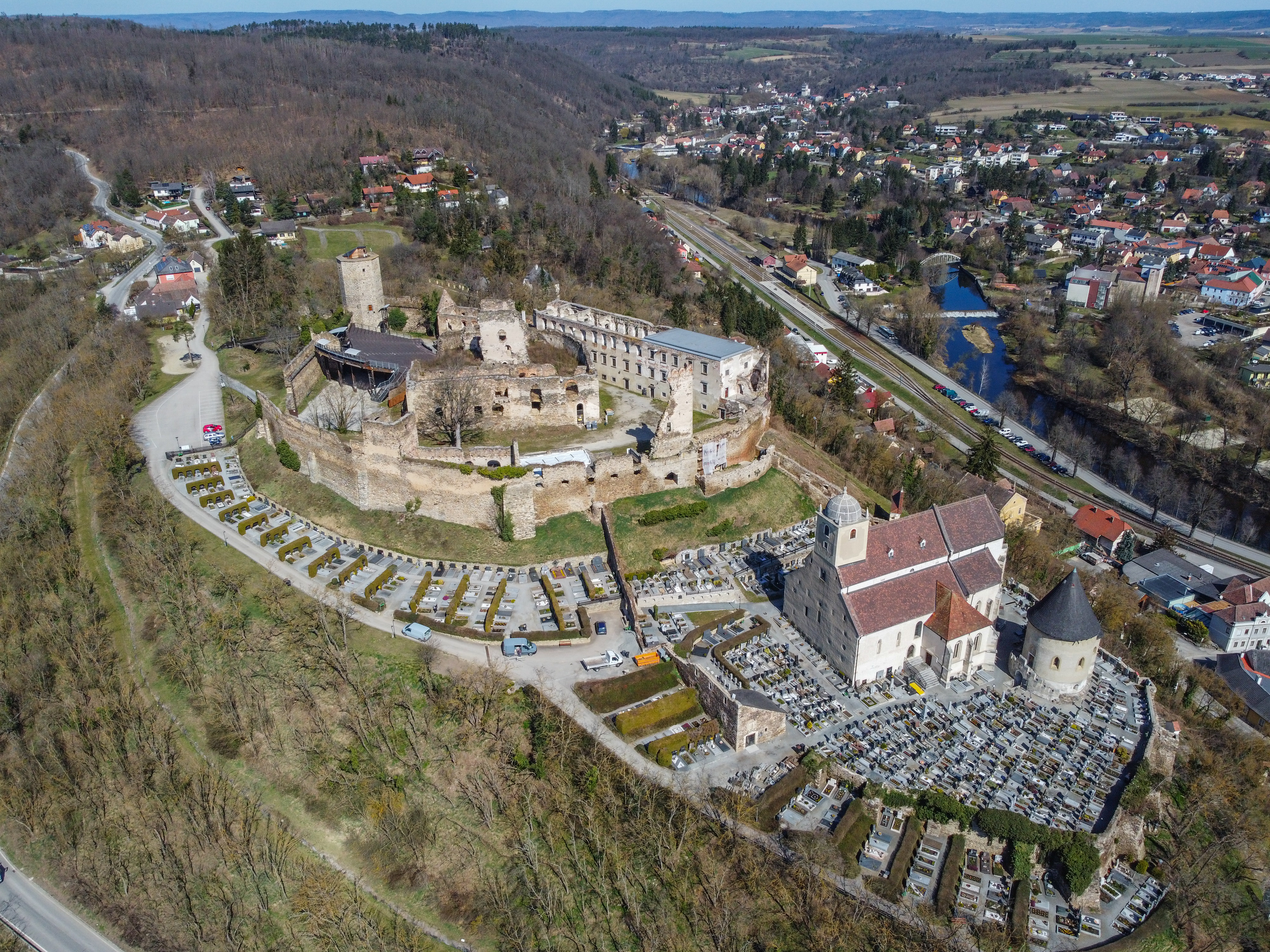
A garsi várrom és a Szt. Gertrúd-templom

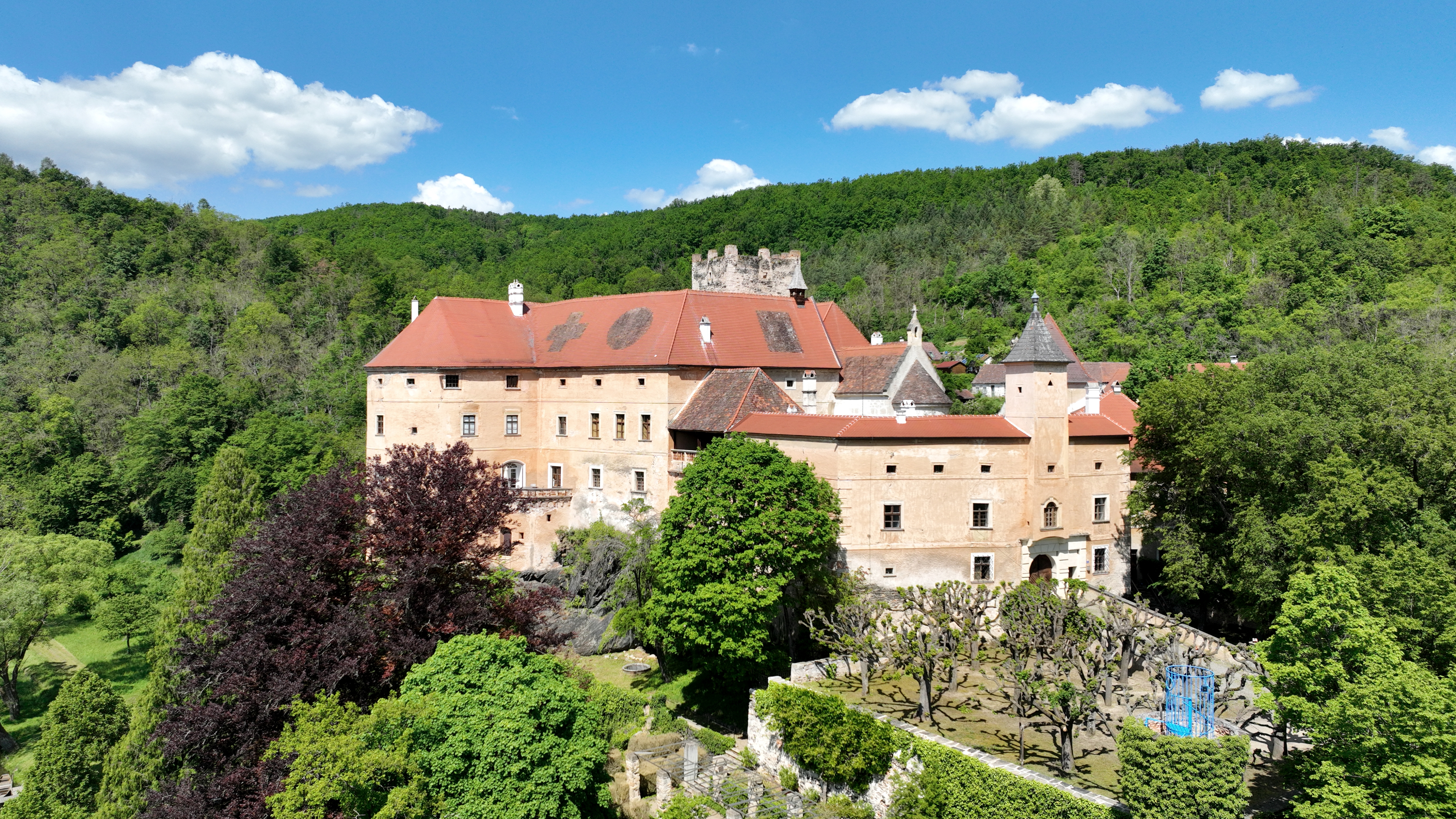
A buchbergi kastély

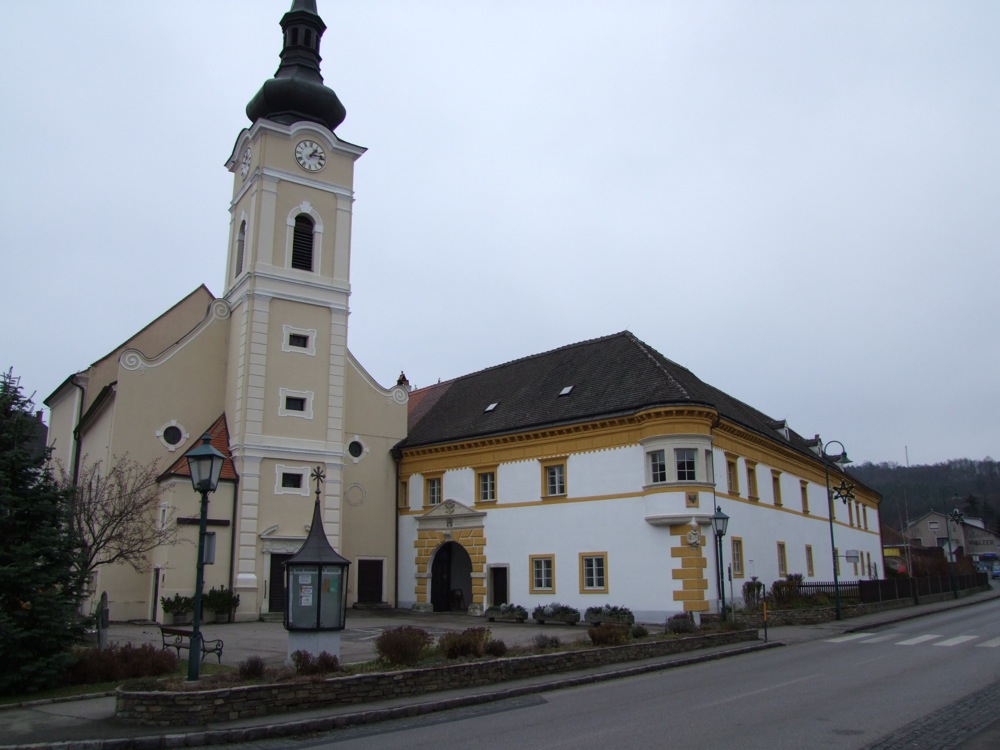
A Szt. Simon és Tádé-templom és a reneszánsz plébánia

Gars am Kamp a tartomány Waldviertel régiójában fekszik a Kamp folyó mentén. Területének 31,1%-a erdő, 57,6% áll mezőgazdasági művelés alatt. Az önkormányzat 13 települést egyesít: Buchberg am Kamp (53 lakos 2024-ben), Etzmannsdorf am Kamp (98), Gars am Kamp (1911), Kamegg (230), Kotzendorf (47), Loibersdorf (14), Maiersch (123), Nonndorf bei Gars (69), Tautendorf (179), Thunau am Kamp (404), Wanzenau (35), Wolfshof (41) és Zitternberg (271).
A környező önkormányzatok: északra Rosenburg-Mold, keletre Burgschleinitz-Kühnring, délre Schönberg am Kamp, nyugatra Sankt Leonhard am Hornerwald, északnyugatra Altenburg.

## Története
A Thunau melletti Schanzbergen 800 körül szláv erőd épült, melyet száz évvel később a honfoglaló magyarok elpusztítottak. A 11. században (valószínűleg az 1081-es mailbergi csata után) a Babenbergek építették fel itt várukat, amely egy ideig a Dunától északra való terjeszkedés helyi központjává vált. A vár alatti Szent Gertrúd-templom egy nagy terület plébániatemploma volt. Az egyházközség feletti jogokat III. Lipót őrgróf 1135-ben átadta a passaui püspöknek. A birtok garsi várgrófoké lett, akik első ismert képviselője Erchenbert Gorzensis castellanus 1114-ből; ők a hercegek befolyásos miniszteriálisává váltak. Az ő idejük alatt bővítették ki a várat egy masszív falgyűrűvel, egy nyolcszögletű toronnyal és egy díszes kapuval, amelynek felső szintjén kápolna is helyet kapott. Nemzetségük kihalása után Garsot a Maissauk szerezték meg, 1430-ban pedig visszaszállt a hercegre, aki különféle családoknak zálogosította el. A középkorban a vár egy nagy hercegi erdőterület (Horner Wald) központja volt. A Kamp túlsó partján a 13. század második felében alakult ki a település, amelynek lakóit már 1279-ben polgároknak nevezték és amely 1410-ben mezővárosi jogot kapott. A település prosperált, erről tanúskodnak 16. századi reneszánsz épületei, többek között az impozáns plébánia és a városháza. 
A középkori várat a 16. században a protestáns von Teufel bárók kastéllyá alakították át. Az ellenreformáció következtében 1608-ban elkobozták a kastélyukat, amelyet 1622-ben a katolikus Vinzenz Muschinger kapott, majd veje, Ferdinand Sigmund von Kurz örökölte. Későbbi tulajdonosai többször átépítették, de a 18. századtól kezdve lassan pusztulni kezdett és a 19. századra végleg romba dőlt. Ma Ausztria egyik legnagyobb várromja. 
1889-ben megnyílt a Kamptal vasútvonal és az üdülni vágyó bécsi polgárság felfedezte Garsot. Strandfürdő, gyógyfürdő, villanegyed épült; a 20. század elején Baden a második legnépszerűbb üdülőhely volt Alsó-Ausztriában. A második világháború után jelentősége jelentősen visszaesett, mert a Kamp folyón kialakított vízierőművek miatt a folyó vize hűvösebbé vált, szintje pedig lecsökkent. 

## Lakosság
A Gars am Kamp-i önkormányzat területén 2024 januárjában 3475 fő élt. A lakosságszám 1951-ben érte el a csúcspontját 4293 fővel, azóta csökkenő tendenciát mutat. 2022-ben az ittlakók 94,5%-a volt osztrák állampolgár; a külföldiek közül 1,2% a régi (2004 előtti), 2% az új EU-tagállamokból érkezett. 0,3% a volt Jugoszlávia (Horvátország és Szlovénia kivételével) vagy Törökország; 1,9% egyéb ország polgára volt. 2001-ben a lakosok 91%-a római katolikusnak, 1,3% evangélikusnak, 0,8% ortodoxnak, 0,3% mohamedánnak, 5,3% pedig felekezeten kívülinek vallotta magát. Ugyanekkor a legnagyobb nemzetiségi csoportokat a németek (97,1%) mellett a csehek, a szerbek és a magyarok alkották 8-8 fővel (0,2-0,2%)l. 
A népesség változása:

| 2016 | 3 540 |
| 2018 | 3 534 |

## Látnivalók
- a garsi várrom

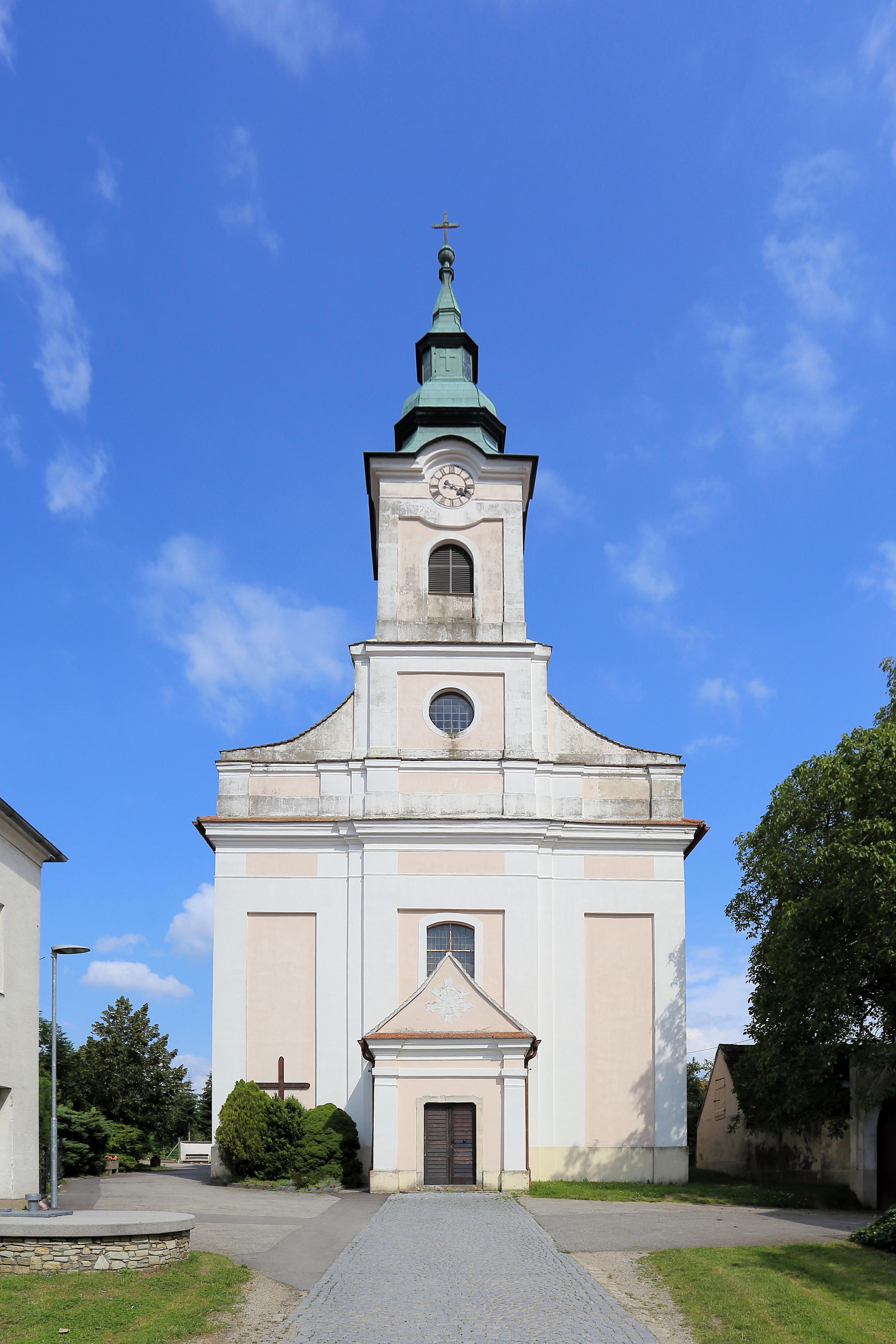
A tautendorfi Szt. József-plébániatemplom

- a thunaui Szt. Gertrúd-plébániatemplom
- a buchbergi kastély
- a főtér történelmi épületeivel
- a Szt. Simon és Tádé-plébániatemplom
- a volt redemptorista kolostor
- Zeitbrücke Museum, helytörténeti gyűjtemény
- Tűzoltómúzeum
- a tautendorfi Szt. József-plébániatemplom

## Híres garsiak
- II. Lipót (1050–1095) osztrák őrgróf
- III. Lipót (1073–1136) osztrák őrgróf
- Karolina Lanckorońska (1898–2002) művészettörténész

## Testvértelepülések
- Gars am Inn (Németország)

## Fordítás
- Ez a szócikk részben vagy egészben  a   Gars am Kamp című német Wikipédia-szócikk ezen változatának fordításán alapul.  Az eredeti cikk szerkesztőit annak laptörténete sorolja fel. Ez a jelzés csupán a megfogalmazás eredetét és a szerzői jogokat jelzi, nem szolgál a cikkben szereplő információk forrásmegjelöléseként.